# Troada

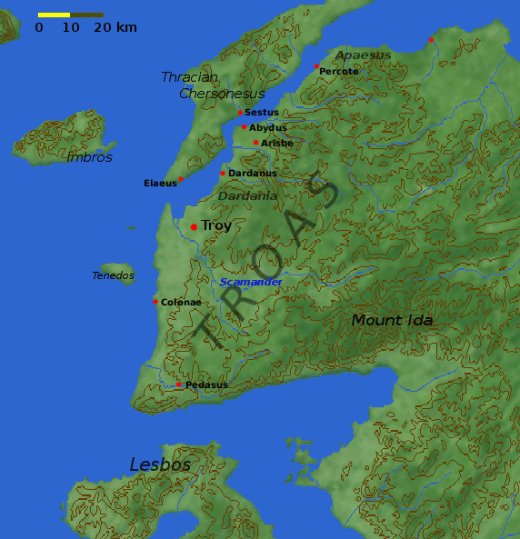
Hartă a Troadei

Troada este numele antic al unei regiuni din nord-vestul Anatoliei, mărginită de Hellespont la nord-vest, de Marea Egee la vest, și separată de resul Anatoliei de masivul care formează Muntele Ida. Pe aici curg două râuri, Scamandru (astăzi Karamenderes) și Simois, care se unesc în zona ruinelor Troiei. Grenikos, Kebren, Simoeis, Rhesos, Rhodios, Heptaporos și Aisepos erau numele celor șapte râuri ale Troadei și numele zeilor care locuiau în fiecare râu.
Regiunea cunoscută sub numele de Troada era numită Wilusa de către hittiți. Emil Forrer a fost primul care a propus acest lucru, însă această ipoteză a fost disputată de majoritatea experților în istoria hittiților până în 1983 când Houwink ten Cate a arătat că două fragmente proveneau din aceeași tabletă cuneiformă și în discuția asupra scrisorii refăcute a arătat că Wilusa trebuie așezată în nord-vestul Anatoliei. După Trevor Bryce, textele hittite amintesc o serie de raiduri ale Ahhiyawa asupra Wilusei, în secolul al XIII-lea î.Hr., care ar fi putut avea drept rezultat răsturnarea regelui Walmu.
Bryce afirmă ce studiile arheologice efectuate de John Bintliff în anii '70 indică existența unui puternic regat care domina Anatolia de nord-vest și își avea centrul la Troia.
Regii Pergamului au cedat mai apoi teritoriile Troadei Republicii Romane. În timpul Imperiului Roman, teritoriul Troadei a devenit o parte a provinciei Asia; în perioada bizantină, regiunea a fost inclusă în thema Insulelor Egee. După cucerirea Troadei de către Imperiul Otoman, Troada a intrat în componența sângeacului Bigha. 
Astăzi Troada face parte din provincia turcească Çanakkale (cuprinde districtele asiatice ale acestei provincii).